# 波雅尔

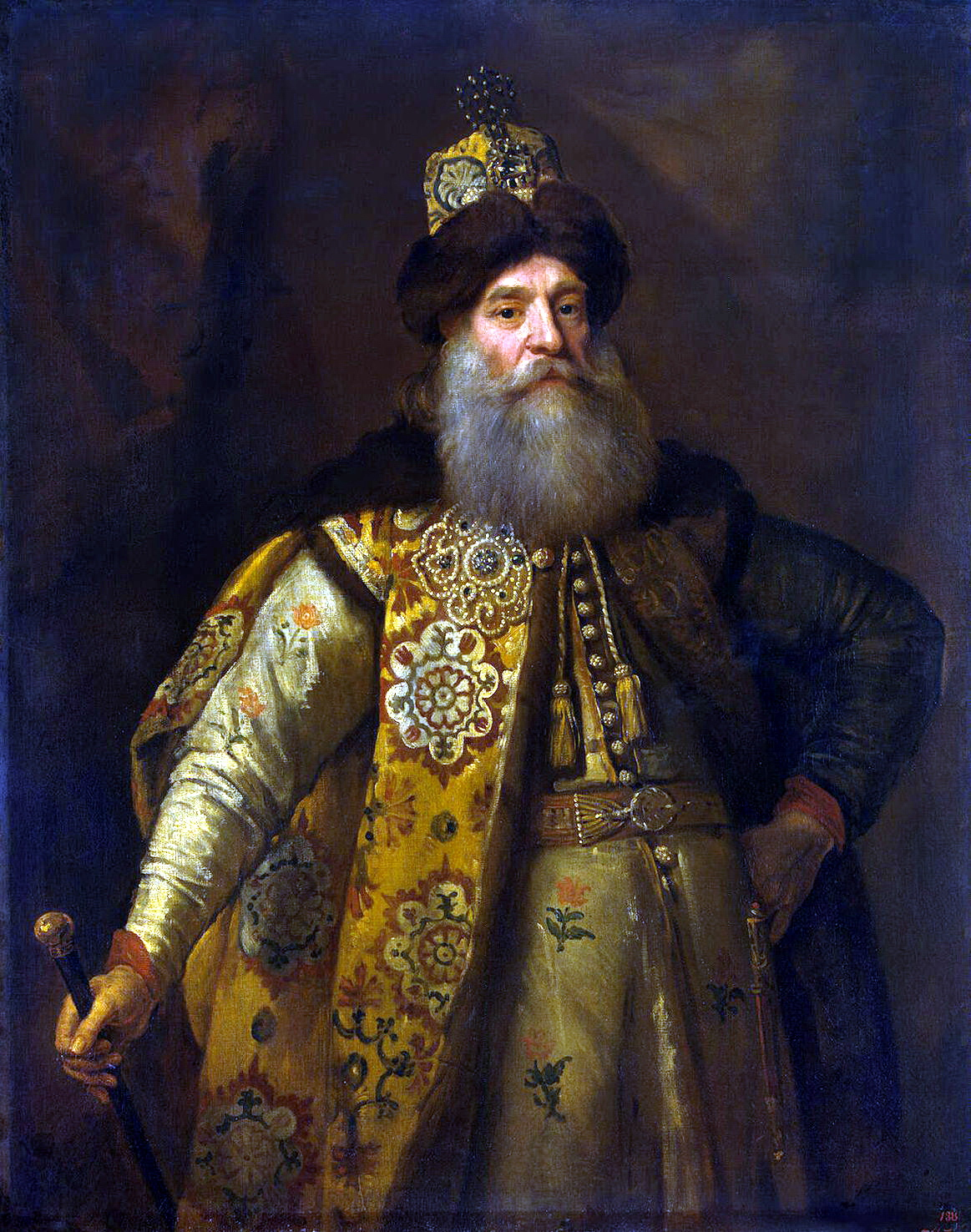
戈弗雷·内勒所绘之俄国波雅尔彼得·波将金

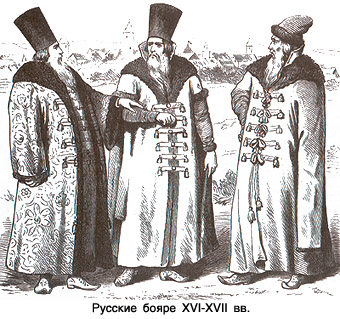
16-17世紀俄羅斯的波雅爾形象示意圖

波雅尔（羅馬化：boyarin，國際音標：[bɐˈjarʲɪn]；羅馬尼亞語： 國際音標：[boˈjer] ⓘ），是封建时代保加利亚帝国、莫斯科大公国、基辅罗斯、瓦拉幾亞和摩爾達維亞仅次于大公的贵族头衔。由10-17世纪，在保加利亚、俄国和罗马尼亚演變為表示僅次于沙皇的亲王王子，加在姓氏前面是“采邑貴族”，在芬兰写作 Pajari 以顯示和“食邑貴族”的區別。

## 詞源
這字詞可能是由保加利亞頭銜複數形式“貴族”（bolyare）衍生的，這由古老保加爾語的碑文證實，並且在使用希臘語的拜占庭文件以boilades或boliades顯示。它的最終推導可能是由突厥字根「bey」（高貴、富有）和「AR」（男人們）組成的。另一種可能的詞源可能來自羅馬尼亞單字「boi」（公牛）; 「boier」即指一名擁有公牛的富人。這頭銜引入舊俄羅斯成為быля（bylya）。

## 各國的波雅尔

### 保加利亞
最古老的斯拉夫語形式為bolyarin，複數形為bolyari----在保加利亞第二帝國時期發現，並且可追溯到10世紀，這詞可能已經是源自於古老保加爾人的高級貴族地位頭銜「boila」。是通過轉化boilar或bilyar到boyar和bolyar。該假設是依據10世紀拜占庭皇帝君士坦丁七世的外交議定書，在保加利亞貴族被稱為boliades，而9世紀保加爾的記錄來源稱他們boila。
在保加利亞第一帝國（由西元681年建國，斷續存在直到1018年）時期貴族成員被稱為boila，而在保加利亞第二帝國時期，相應的頭銜變為bolyar或bolyarin，這是一個世襲的頭銜。

### 塞爾維亞
在中世紀的塞爾維亞，「Boyar」（軍銜塞爾維亞語：Боjари，Bojari）是相當於男爵的等級 ; 意謂「自由戰士」（或一般的「自由人」），這是高於非自由歐洲封建制度下的農民或農奴的一個等級。這個詞源自BOJ（塞爾維亞語：бој；詞意是：戰鬥），字面意思是「參與戰鬥的人」或武士階層，對比於歐洲封建制度下的農民，他們可以擁有自己的土地，但也有義務捍衛之，並為國王而戰鬥。在1459年後鄂圖曼帝國取得對塞爾維亞專制國的統治。現今「Boyar」這個古老的名詞意為：貴族（塞爾維亞語：племство，plemstvo）。

### 基輔羅斯

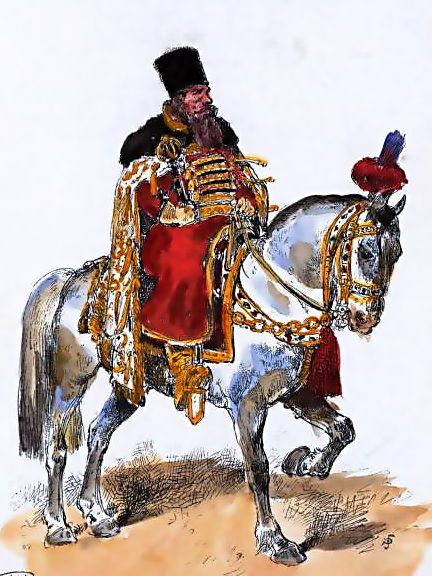
17世紀俄羅斯騎馬的波雅爾畫像

波雅爾藉由軍事上支持基輔羅斯王子而掌握相當大的權力，許多人幾乎完全依靠為國家服役的功績，而獲得聲望和權力，與他們的出生門第以及所擁有的土地幾乎沒有關連。烏克蘭和俄羅斯的波雅爾在形象上非常類似於中世紀的食邑騎士，但蒙古人入侵後，他們傳統文化的聯繫被撕裂並遺失了。
波雅爾經由擔任大公 諮詢幕僚的議會（杜馬），佔據了國家最高的官職。他們被授予大量的土地，成為波雅爾的議會（杜馬）成員，是基輔羅斯主要的立法者。
13世紀，在蒙古人入侵後，基輔羅斯中部和南部地區（現今的白俄羅斯和烏克蘭）的波雅爾融入立陶宛和波蘭成為領地世襲的什拉赫塔采邑貴族。16和17世紀，許多烏克蘭波雅爾未能獲得世襲采邑貴族的地位，而積極投入形成現今在烏克蘭南部的哥薩克雇傭軍。

### 莫斯科公國

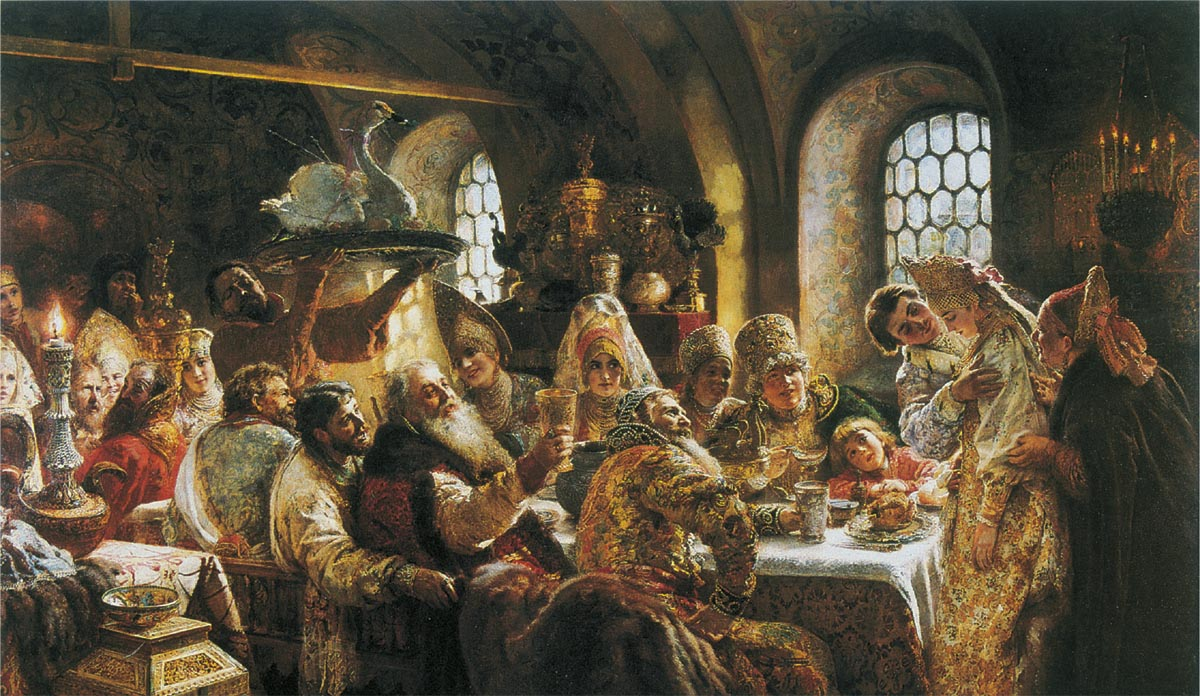
俄羅斯波雅爾的結婚慶祝場面

14和15世紀，莫斯科公國的波雅爾也保有他們自己的影響力。然而，隨著莫斯科公國的王公（Knyaz）們鞏固自己的權力，波雅爾的影響力逐漸被削弱，特別是在伊凡三世和伊凡四世時期。他們擁有古老世襲土地的權利，當他們離開先前王公並轉移為另一位王公服務時，削減了服務的動機及熱誠，因而也沒有向沙皇提供強制性服務的義務。沙皇伊凡四世（被稱為恐怖的伊凡）在16世紀嚴格限制波雅爾的權力。
17世紀，波雅爾議會（杜馬）由大約30人擴大到約100人，最終在1711年被沙皇彼得大帝推動他的政府和行政部門廣泛改革時被廢除了；末任波雅爾的费岳多改為出任首任俄羅斯帝國宰相。

### 瓦拉幾亞和摩爾達維亞公國

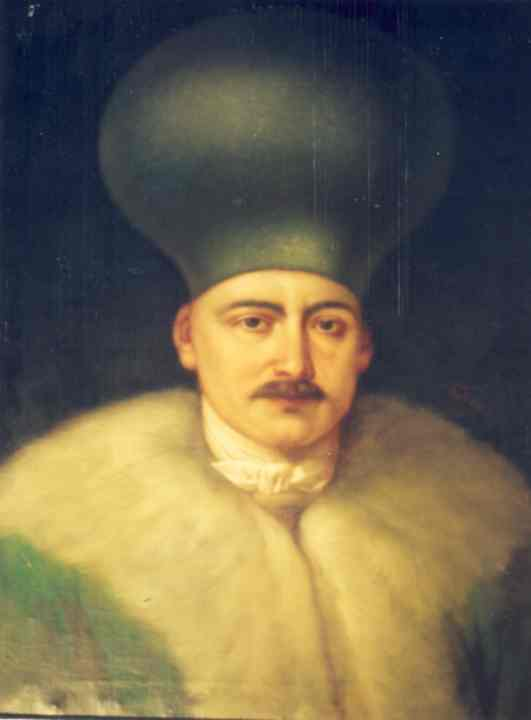
瓦拉幾亞的內政司法官謝爾班·格勒迪什泰亚努（Șerban Grădișteanu），著卡爾帕克傳統帽子，顯示其波雅爾階級

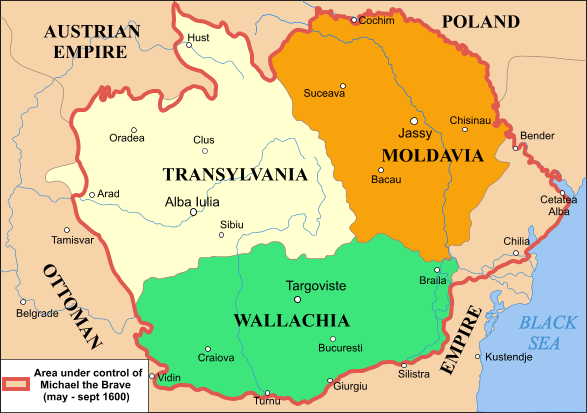
十六世紀時瓦拉幾亞 (綠色)、摩爾達維亞公國和特蘭西瓦尼亞相對位置示意圖

中世紀前期居住在喀爾巴阡山脈地區的羅馬尼亞人的波雅爾階級最初是被選任為農村社區的村長（在 多瑙河 北部地區名稱為殼稜自；在河以南的名稱為「森尼柯」（celnic)（意謂「領導者」）或「居搭」（jude）（意謂「仲裁者」）），隨著時間的演變，他們的司法和行政權逐漸擴大到其他社區並轉為世襲的。
在這地區更進化的政治結構出現後，他們的地位必須由中央權力機構確認將王公統轄的土地分配給他們，這使得波雅爾階級的個人在執行包括軍事或民用的功能時行使這種世襲的特權。

#### 波雅爾的條件
羅馬尼亞社會等級是由波雅爾，仕紳地主（mazil）和佃農（răzeş）組成。作為一個波雅爾有三層意涵：是土地的所有者，有農奴(佃農)，並具有軍事和/或行政職責。一個波雅爾具備管轄/或仲裁的功能。這些功能被稱為食邑職務（dregătorie）或采邑職務（boierie）。只有王公有權指派配采邑職務（boierie）。地主與農奴，但沒有功能被歸類為仕紳地主（mazil），但仍然被認為是貴族血統（羅馬尼亞語：din os boieresc）的字面翻譯為“波雅爾的骨頭”）。小地主擁有一個耕地，無需區分（羅馬尼亞語：的字面翻譯為契約耕戶（condominium））或農奴都被稱為佃農（răzeş）。據一些歷史學家的考據，他們是仕紳地主（mazil）的後代。

#### 起源
雖然王公被賦予職務並非世襲的，但所擁有的土地是可世襲的。王公能將土地給予他人的，但不能將土地收回，除非有充分的理由，如叛國罪。因此，有兩種類型的波雅爾：一種是那些祖先作為古老的農村社區的首領，曾經是封建諸侯國，這樣的王公只是確認自己先前存在的地位所持有的土地;
另一種是那些由王公授予或繼承也是王公授予他們的領地（兩種繼承的區別請參考神聖羅馬帝國封建繼承制度的采邑貴族和食邑貴族（Briefadel)）。
在拜占庭希臘法納爾人主政時期，有些波雅爾也沒有可繼承的土地，只有一個職務。 在這情況下，將職務出售給買得起的人們，波雅爾的數量就因而增加了。

#### 等級制度

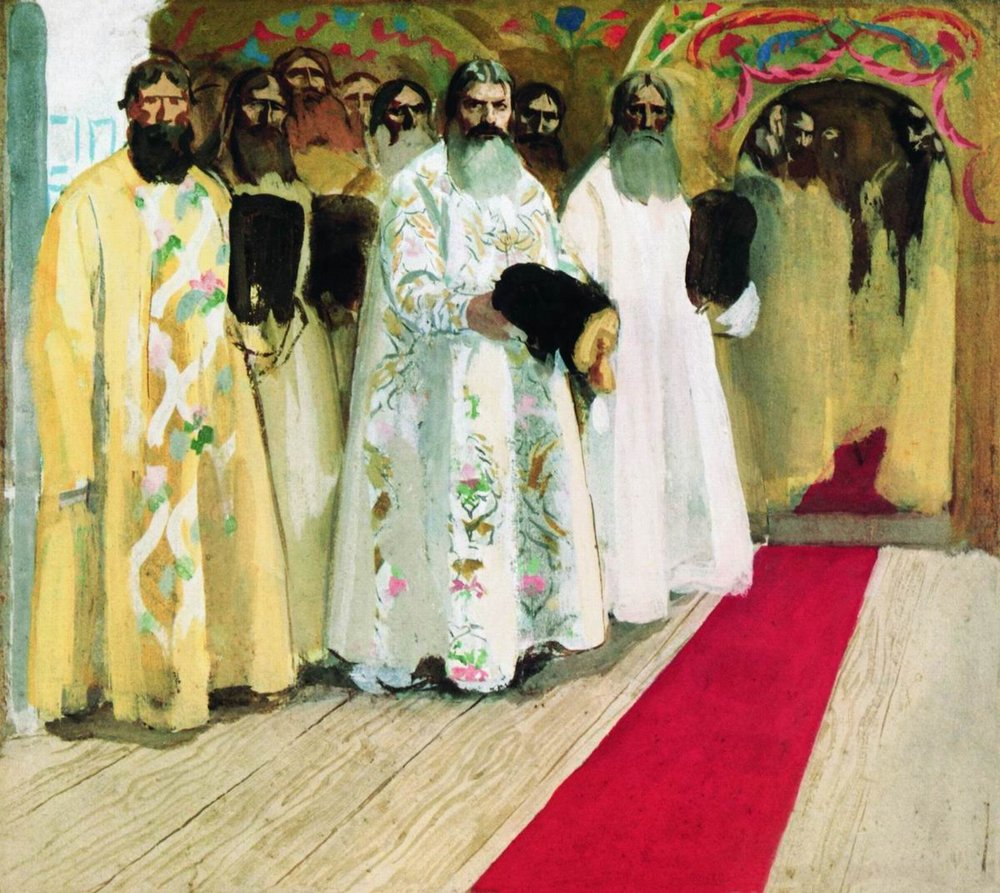
十九世紀安德烈·里亚布什金所繪製波雅爾手上拿著卡爾帕克傳統帽子的油畫。帽子越高表示波雅爾的階級就越高。

在波雅爾軍事--管理職務之間的緊密聯繫的情況下導致了混亂，在拜占庭希臘法納爾人主政時期更為嚴重：這些職務開始被視為貴族頭銜，就類似于西方世界。實際上，這並不是所有的情況 。傳統上，波雅爾由三個社會階層所組成：波雅爾第一等，第二等及第三等的社會階層。例如，第一等或大掌櫃，第二掌櫃，第三掌櫃，每一個都有他的不同義務和權利。位階的差異在禮服或容貌外觀上是顯而易見的，舉例說:只有第一等的波雅爾可以蓄留鬍鬚，其餘的就只能有八字鬍。在第一等的“大波雅爾”之下，又劃分出波雅爾的次類。這些都是大地主也有一些非常高的職務，如大內政法官職務。在這些“大波雅爾”之上的是王公。

#### 王公

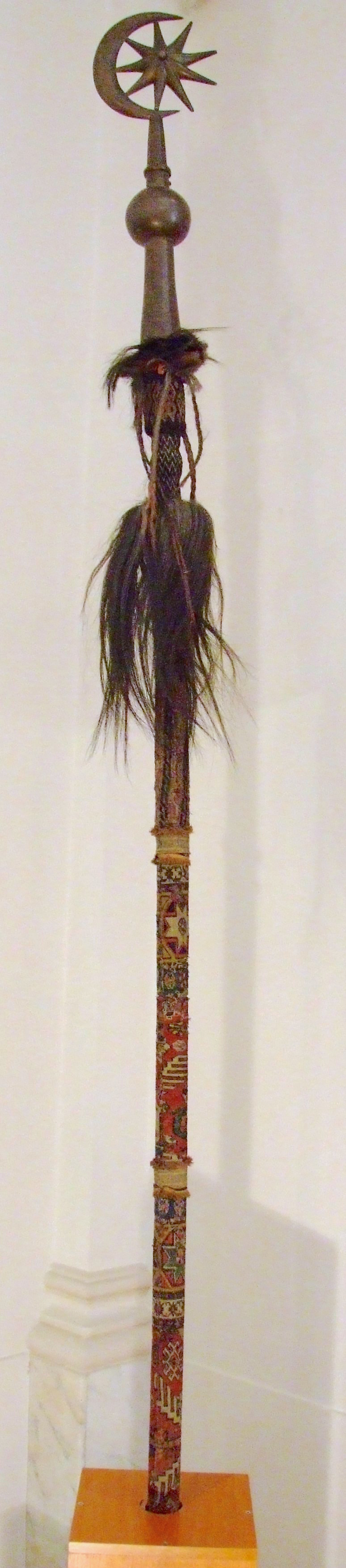
帕夏兩個馬尾巴的 '符節' (Tui)

王公通常都是由波雅爾中選定或任命，但這不是一個必要條件。
最初，只有王公後人能夠被選為王公。但是，在拜占庭希臘法納爾人主政時期，任何人可能成為王公，如果被蘇丹任命（或足夠富有可由大維齊爾(鄂圖曼帝國蘇丹的最高執行官)購買這項任命）。
特別是在鄂圖曼帝國作為宗主國，由拜占庭希臘法納爾人主政時期，王公的頭銜成為鄂圖曼帝國的行政結構中的管理功能，隨後演變成為波雅爾的終極形式。
瓦拉幾亞、摩爾達維亞公國的王公的頭銜和有兩個馬尾巴符節的帕夏 是同等的尊貴。

## 外部連結
- Wallachian and Moldavian noblemen (late sixteenth century)